# Akureyri
Akureyri är den största staden på norra Island med 19 219 invånare år 2021. Den ligger vid den innersta delen av fjorden Eyjafjörður. Akureyri har en mycket viktig fiskehamn och fiskeindustrier, bland annat fiskkonserveringsindustri, men även industrier som förädling av jordbruksprodukter, textilfabriker och skeppsvarv. Staden är en viktig trafikknut på norra Island med bland annat inrikesflygförbindelser.
Akureyri har ett snabbt växande universitet, grundat 1987, som erbjuder utbildning inom bl.a. biologi, ekologi och marinvetenskap, samhällsvetenskap, hälsovetenskaper och lärarutbildning.
Staden fick sitt namn av en ör där staden grundades på 1600-talet. Namnet kan översättas till svenska som Åkerör.

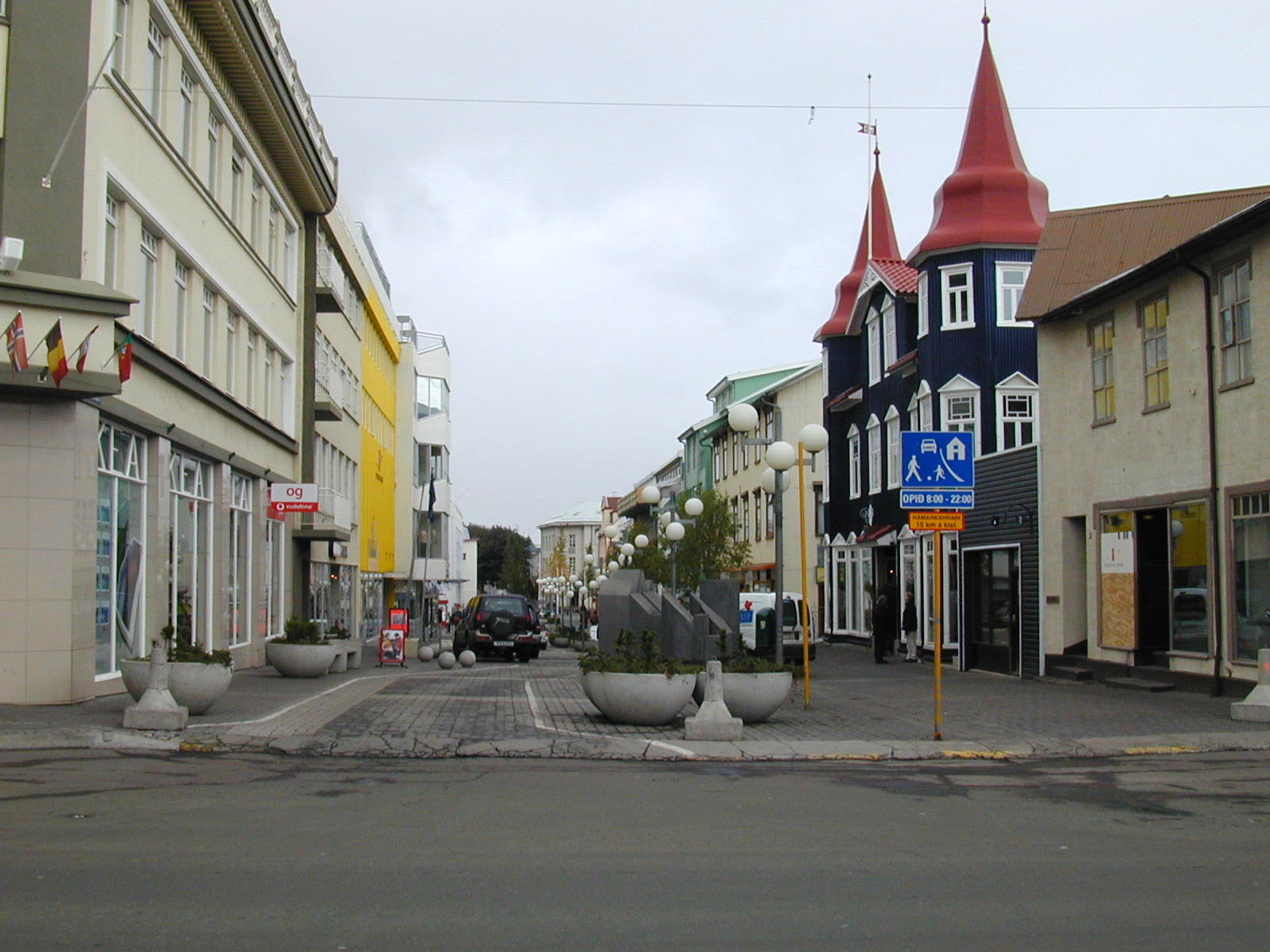
Hafnarstræti i stadens centrum.

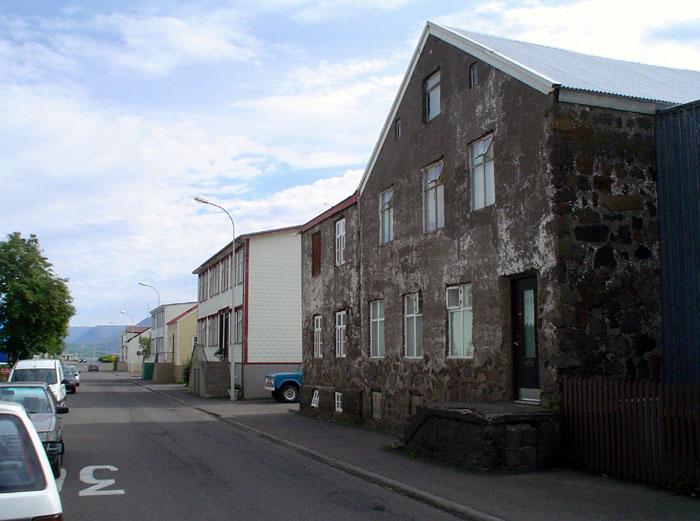
Norðurgata.

## Historia

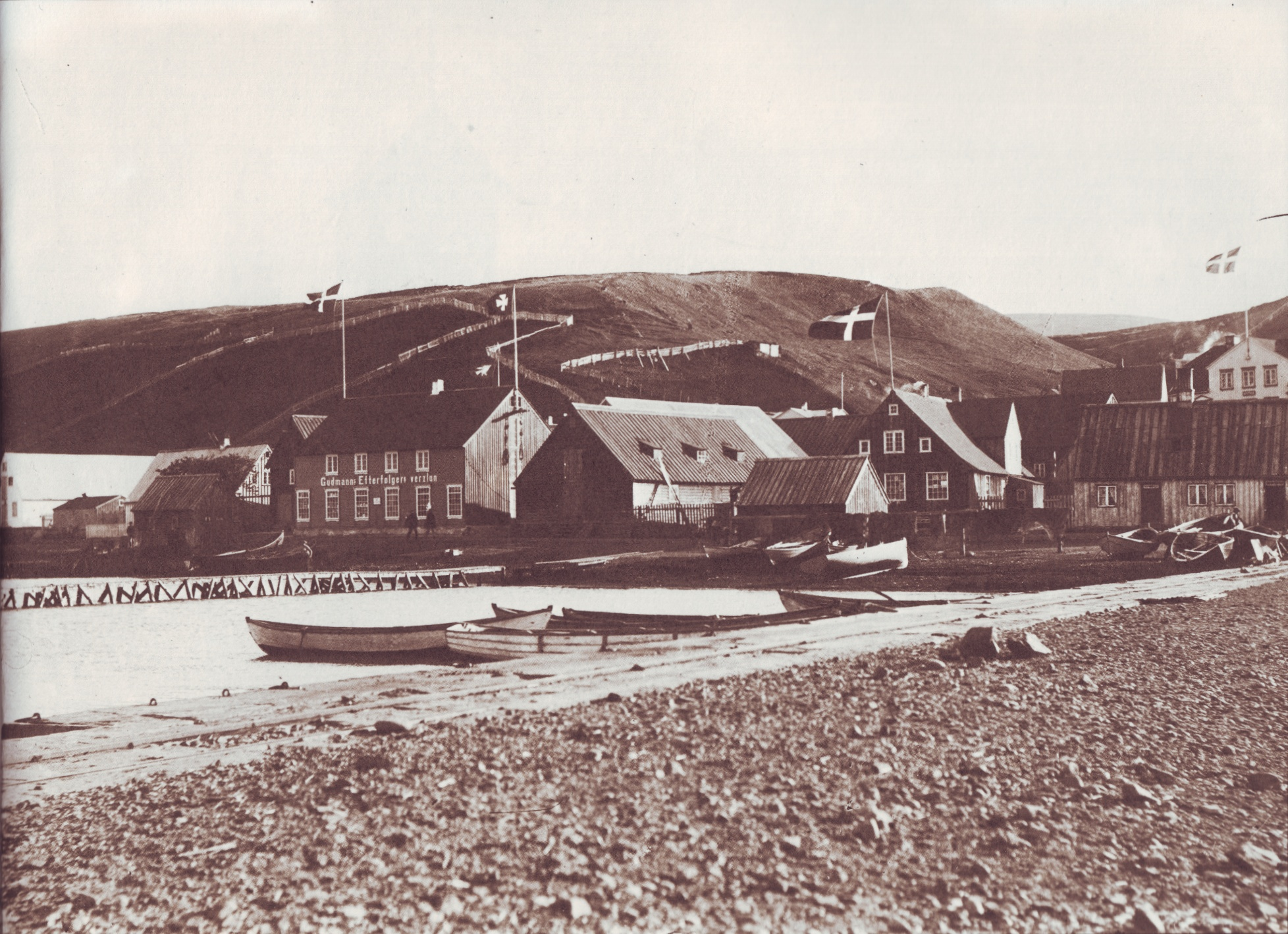
Akureyri under sent 1800-tal.

Nordmannen Helgi magri Eyvindarson bosatte ursprungligen området under 800-talet. Första gången orten dock nämns vid namn är från 1562 då det i domstolshandlingar finns att läsa om att en kvinna blivit dömd för äktenskapsbrott i området. Under 1600-talet slog sig danska handelsmän ner på platsen, i huvudsak på grund av den naturliga goda hamnen och bra jordbruksland i området. Danskarna bodde dock inte i Akureyri under hela året, utan om vintern låstes husen och handelsmännen reste hem. Någon permanent befolkning fanns inte i Akureyri förrän år 1778, och åtta år senare erhöll platsen kommunstatus, samtidigt som fem andra orter. Den danske kungen som varit bakom givandet av statusen hoppades på att förbättra islänningarnas levnadsvillkor, för vid den tiden hade Island ännu inte några urbana centrum. Att det skulle hjälpa Akureyri visade sig dock vara fel, då platsen inte fick någon befolkningsökning från de tolv personer som redan bodde där. 1836 förlorade platsen sin status som kommun, men återfick den år 1862. Därefter började Akureyri att växa, dels tack vare den goda hamnen samt dels tack vare det goda jordbruket. En industri för förädling av jordbruksprodukter växte fram och blev grundstenen i ortens näringsliv.

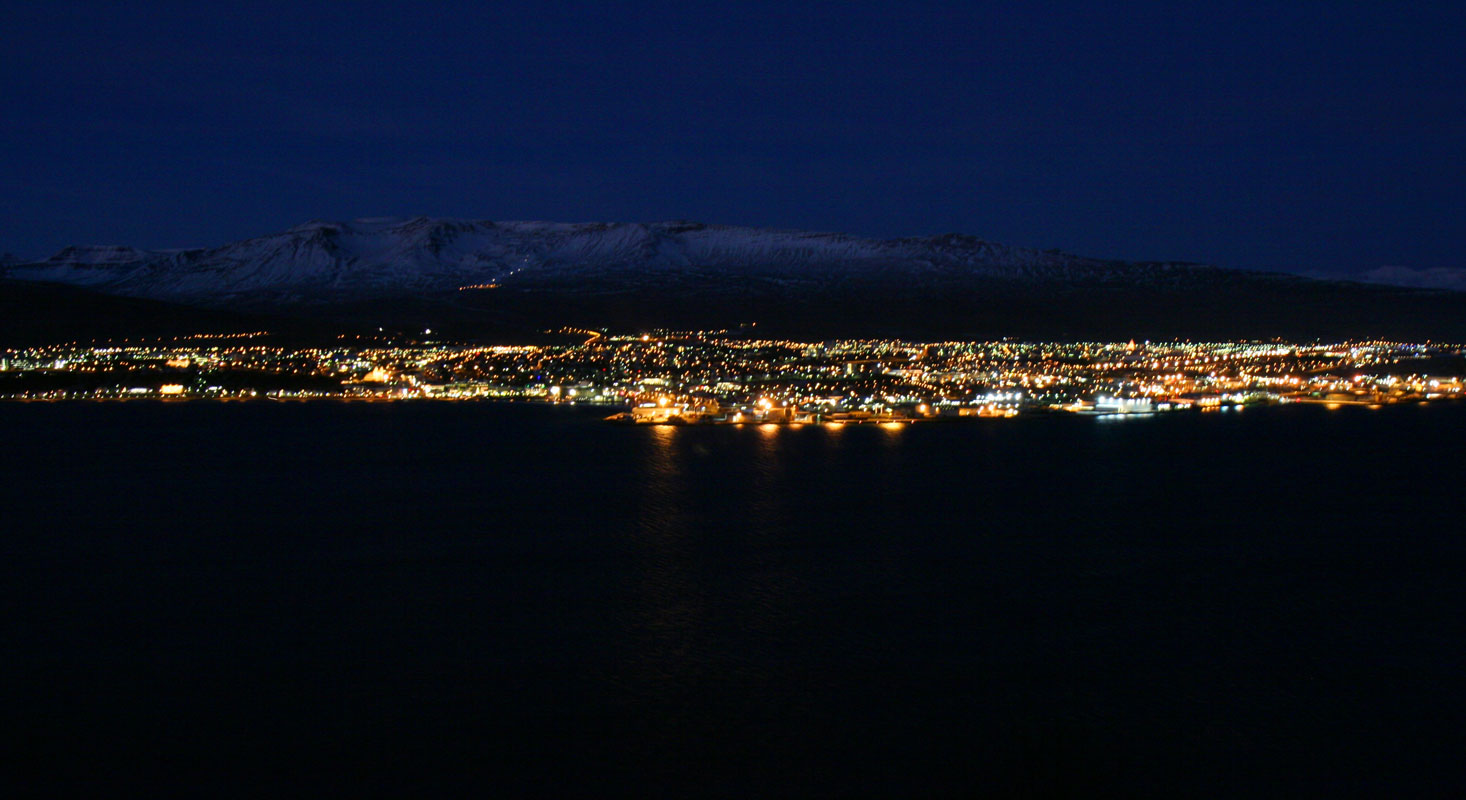
Akureyri, med Hlíðarfjall i bakgrunden, sett från Eyjafjörðurs östra stränder en morgon i november 2007.

Under andra världskriget var Akureyri en av tre flygbaser på Island som de allierade använde sig av. Den norsk-brittiska flygskvadronen No. 330 Squadron RNoAF var stationerade där under kriget. Skvadronen grundades den 25 april 1941 och flög med Northrop N-3PB. Förutom i Akureyri var man stationerade i Reykjavik och Reyðarfjörður. Flygningarna från basen i Akureyri fortsatte fram till den 5 april 1943, och deras huvudsakliga uppgifter var att skydda konvojer att ta sig mellan USA och Storbritannien från tyska ubåtsattacker.
Under det sena 1900-talet upplevde Island en stor urbanisering med stora mängder människor som flyttade från landsbygden in till städerna.  Handel och tjänstesektorn har vuxit till att bli de primära arbetsgivarna i staden under 1990-talet. Likaså har fiskeindustrin under tidigt 2000-tal vuxit sig allt större och blivit mycket viktigare i Akureyri, då två av Islands större fiskeföretag etablerat sina huvudkontor i staden, och de har blivit en allt större källa till inkomst och tillväxt och industrin förväntas växa under kommande år. 
Sedan 1987 har staden också sitt eget universitet sedan man anlagt Akureyris universitet.

## Geografi

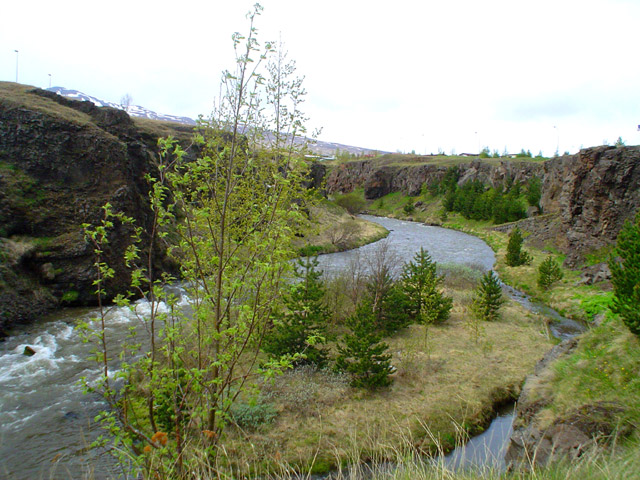
Floden Glerá.

Staden Akureyri ligger på den västra sidan av fjorden Eyjafjörður. Staden är omgiven av berg, av vilka berget Kista är det högsta med en total höjd på 1 447 meter tillsammans med Glerádalur på 1 538 meter över havet som bägge är belägna ungefär femton kilometer mot sydväst. Det finns här en smal landremsa med plant land, medan det inåt land börjar slutta lite. Tidigare bestod delar av den smala kusten av så kallade ören (isländska: eyri, således Akur-eyri) som stack fram mot kusten. Dessa ören har dock återvunnits av havet vilket gjort kusten idag är ännu mer jämn med Oddeyri som ett undantag, ett område som består av floden Glerá som rinner genom staden. Det tros vara så att stadens namn möjligtvis kommer från namnet på åkern som legat i närheten av staden.
Vattnet mellan Oddeyri och fjordens slut kallas för Pollurinn (Poolen) och området är känt för de lugna vindarna och den naturligt bra hamnen. Akureyri är i dag centrerat runt Ráðhústorg (Rådhustorget) nära den nordvästra kanten av Pollurinn. Akureyri har följande distrikt: Innbær, som är stadens äldsta del på den smala korridoren av land mellan kullarna och Pollurin syd som är stadens centrala områden; Brekkan, som är beläget på toppen av kullen; Oddeyri som ligger på den halvön med samma namn; och Glerárhverfi (i folkmun ofta kallat Þorpið, byn) som ligger på floden Glerás norra flodbank. På grund av stadens position vid en fjordmynning och omgivande berg så är klimatet mer typiskt inlandsklimat trots stadens belägenhet vid kusten, med större variationer i temperaturer (varmare somrar, kallare vintrar), jämfört med andra bebodda platser på Island, som följd. Dock skyddar bergen staden från starka vindar. Det för longituden relativt varma klimatet gör det möjligt för en botanisk trädgård att blomstra utan något behov av ett växthus. Området runt Akureyri har bland de varmaste klimaten på Island, även om det endast ligger 100 kilometer från den arktiska polarcirkeln.

## Klimat
Akureyri har ett typiskt subarktiskt kustklimat med kyliga men inte alltför stränga vintrar och milda somrar. Snön börjar vanligen falla sent i oktober och smälter i april, men bergstopparna omkring Akureyri kan vara snöbeklädda året runt. Staden är även mycket molnig med 1 047 soltimmar årligen som genomsnitt och knappt någon sol överhuvudtaget mellan november och februari. Dock har staden färre nederbördsdagar än södra Island då de starka vindarna oftast kommer söderifrån. Jämfört med till exempel Vík í Mýrdal har Akureyri endast en femtedel så mycket nederbörd. 
Uppmätta normala temperaturer och nederbördsmängder i Akureyri:
|                                            | Jan  | Feb  | Mar  | Apr | Maj | Jun  | Jul  | Aug  | Sep | Okt | Nov  | Dec  |
| ------------------------------------------ | ---- | ---- | ---- | --- | --- | ---- | ---- | ---- | --- | --- | ---- | ---- |
| Normaldygnets maximitemperaturs medelvärde | 0,9  | 1,7  | 2,1  | 5,4 | 9,5 | 13,2 | 14,5 | 13,9 | 9,9 | 5,9 | 2,6  | 1,3  |
| Normaldygnets minimitemperaturs medelvärde | −5,5 | −4,7 | −4,2 | 1,5 | 2,3 | 6,0  | 7,5  | 7,1  | 3,5 | 3,0 | −3,0 | −5,1 |
|                                            |      |      |      |     |     |      |      |      |     |     |      |      |
| Nederbörd                                  | 55   | 43   | 43   | 29  | 19  | 28   | 33   | 34   | 39  | 58  | 54   | 53   |

| Diagram | temperaturer i °C • månadsnederbörd i mm | temperaturer i °C • månadsnederbörd i mm | temperaturer i °C • månadsnederbörd i mm | temperaturer i °C • månadsnederbörd i mm | temperaturer i °C • månadsnederbörd i mm | temperaturer i °C • månadsnederbörd i mm | temperaturer i °C • månadsnederbörd i mm | temperaturer i °C • månadsnederbörd i mm | temperaturer i °C • månadsnederbörd i mm | temperaturer i °C • månadsnederbörd i mm | temperaturer i °C • månadsnederbörd i mm | temperaturer i °C • månadsnederbörd i mm |
|         | 55 1 -6                                  | 43 2 -5                                  | 43 2 -4                                  | 29 5 2                                   | 19 10 2                                  | 28 13 6                                  | 33 15 8                                  | 34 14 7                                  | 39 10 4                                  | 58 6 3                                   | 54 3 -3                                  | 53 1 -5                                  |

## Demografi
Den första januari 2015 hade Akureyri en befolkning på 18 191 innevånare, av vilka var 9 011 män och 9 180 kvinnor. Omkring 3 % av befolkningen är utländska medborgare, och dessa kommer från 53 olika länder. År 2014 gav Akureyri ett födelseöverskott då stadens födelsetal var 229, medan 118 personer dog. Däremot invandrade det 2014 1 097 personer samtidigt 1 122 innevånare utvandrade. Befolkningstillväxten var således år 2014 0,5 %. 
Befolkningshistorik för staden är att det år 1910 bodde 2 239 personer i staden vilket till år 1950 hade ökat till 7 711 personer. 2005 hade den siffran ökat till ytterligare 16 756.

## Brottslighet
Enligt brottslighetsstatistik för år 2000 som blivit publicerad av den isländska nationella polisen visar att det i Akureyri rapporterades in 726 icke-trafikförseelsebrott per 10 000 innevånare, jämfört med det nationella genomsnittet på 892. Samtidigt rapporterades 2 891 trafikförseelser per 10 000 innevånare jämfört med det nationella genomsnittet på 2 397.
Akureyri har endast fem poliser i tjänst samtidigt vilket vid särskilda incidenter inneburit problem där det inte funnits tillräckligt med polismän att svara på pågående kriminella aktiviteter. Dock är det inte det vanliga utan Island har generellt sett en av de lägsta brottsfrekvenserna i världen.

## Ekonomi

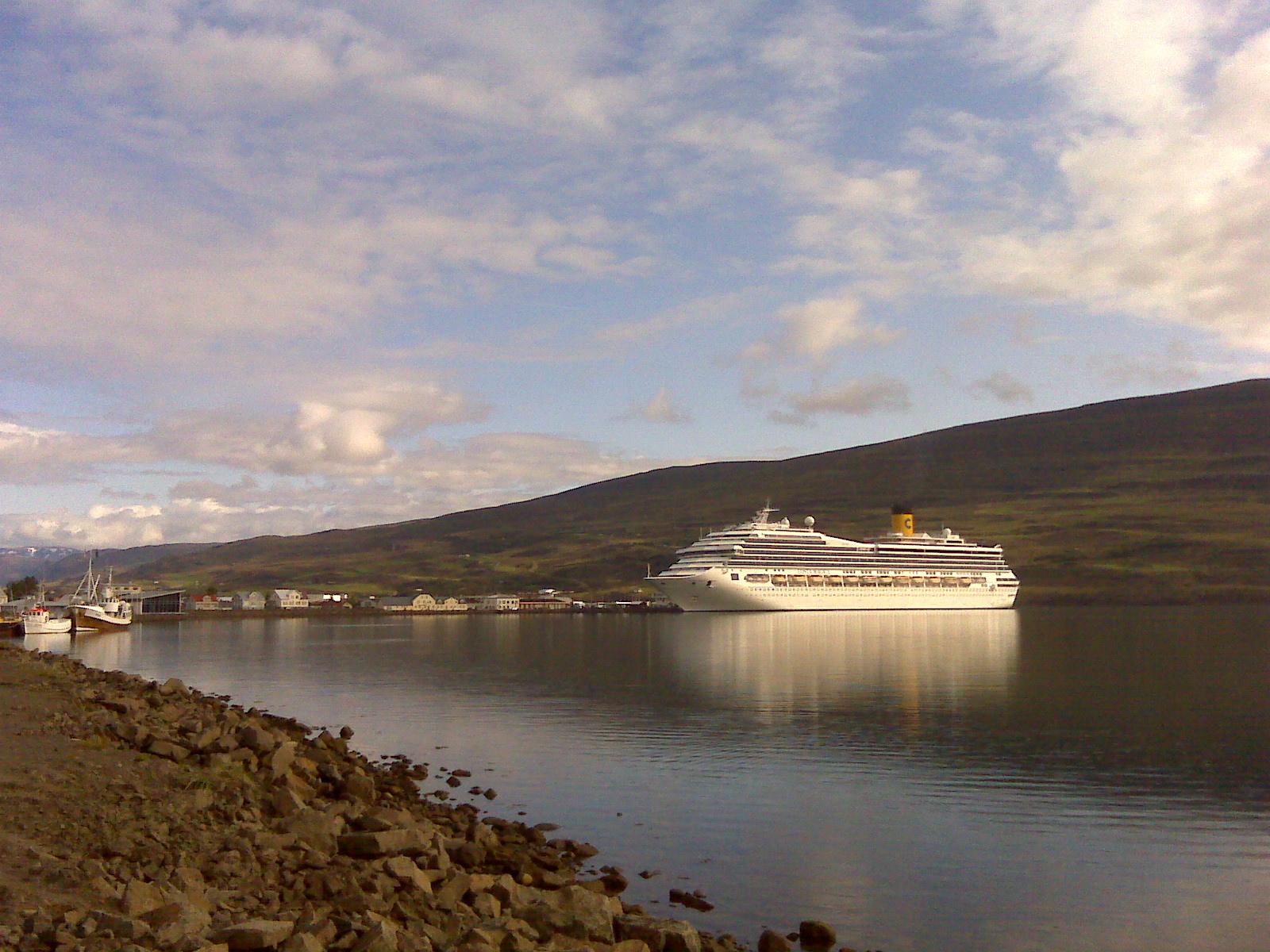
Kryssningsfartyg i hamnen.

Fiskeindustrin har historiskt varit betydande och en viktig del av den lokala ekonomin. Under senare år har även andra industrier vuxit och tjänstesektorn har också blivit viktigare. Högre utbildning är även en växande sektor sedan man grundat ett universitet 1987. Tjugo procent av den lokala arbetsstyrkan är anställda inom serviceindustrin.
Två av Islands dominerande fiskeriföretag har sitt huvudkontor i Akureyri, detta tack vare hamnen som är isfri året runt. Andra stora företag som är stationerade i Akureyri är Samherji, Norðurmjólk, Brim hf och Vífilfell, Islands största bryggeri. Stadens största arbetsgivare är Sjúkrahús Akureyrar, Akureyris lokala sjukhus som är ett av de två stora sjukhusen på hela Island. 
Företag betalar en skatt på 18 % till de nationella finanserna vilket är en av de lägsta företagsskatter i världen. Det finns inte heller några andra lokala företagsskatter. Fastighetsskatten på 1,99 % står för större delen av skattebasen. Efter att kommunen haft ett budgetunderskott på 1 miljard ISK (omkring 80 miljoner SEK) år 2009 beslutade man att dra ner på budgeten genom lönesänkning för borgmästaren och andra kommunanställda med 10 % samt genom att höja de lokala skatterna och fastighetsskatterna.

## Kultur

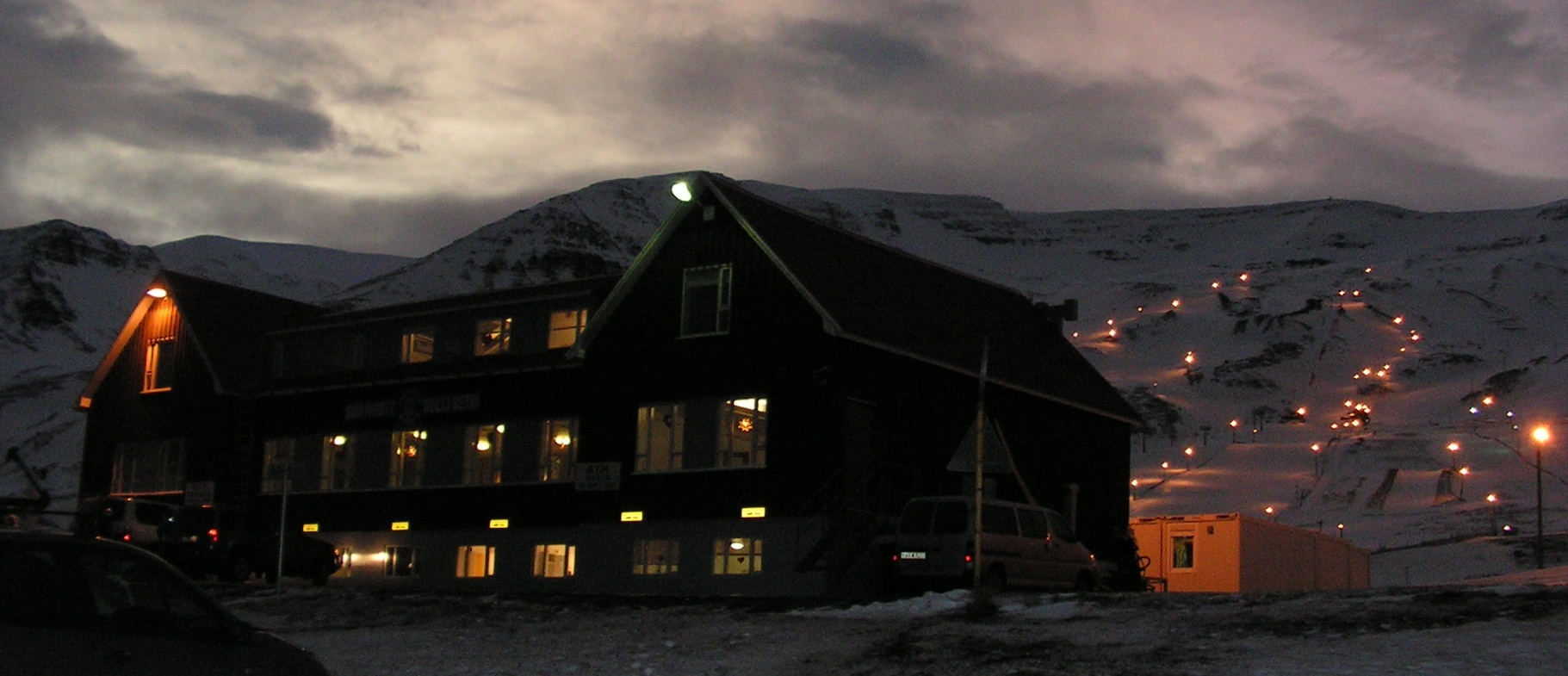
Hlíðarfjall-skidbackar precis väst om staden.

Akureyri har ett robust kulturellt utbud med mängder av barer och välkända restauranger såsom Greifinn, Bautinn, Rub 23 och Götubarinn. Den isländska folkdansensemblen Vefarinn kommer från Akureyri, och folkkultur är generellt sett mer allmänt förekommande i Akureyri än i Reykjavik. Under sommaren anordnar man flera festivaler i Akureyri och omnejd. Ett exempel är medeltidsfestivalen som anordnas varje sommar i Gásir. The Akureyri International Music Festival, en konsertserie med flera band anordnades för fjärde gången år 2009. Utöver musiken har staden också ett av landets största bibliotek.

### Media
Tidningen Vikudagur ges ut i Akureyri. Dessutom sänder den isländska public serviceutgivaren (Ríkisútvarpið) två radiokanaler. Utöver dessa finns det flera andra radiostationer i Akureyri, däribland FM Akureyri och Voice FM 98,7. Flera tv-stationer finns också belägna i Akureyri. N4 är en kanal vars stationer är belägna i Akureyri. Den lanserades ursprungligen som en lokal tv-kanal men år 2008 lanserades den i hela landet.

## Kommunikationer

### Kollektivtrafik
Akureyri har ett väl utbyggt system av lokalbussar. Alla lokalbussar är gratis. Alla lokalbussar i Akureyri går i ringlinjer, som börjar och slutar vid Miðbær, nära Hafnarstræti.

### Vägar
Den viktiga stamvägen runt hela Island, Ringvägen, går genom staden och binder samman den med resten av landet, däribland Reyjkavík som ligger 390 kilometer bort. Vägen består framförallt av en fil i varje riktning, men är asfalterad och öppen året runt. Det finns dock inte asfalterade vägar mot det obefolkade inlandet. Bergsvägen F821 är dock öppen sommartid och går syd från Akureyri där den ansluter sig med F26 och fortsätter genom Islands innandöme till öns sydvästra del. 
Vid parkering i centrala områden erfordras det ett användandet av en parkeringsskiva, som visar på ankomsttid. Parkering är gratis men är begränsad i vissa områden, allt från en maximal tidsperiod på 15 minuter till två timmar.
Vaðlaheiðitunneln öppnade i december 2018, och minskade vägavståndet från Akureyri till Mývatn med 16 kilometer. Projektet var ett av Islands dyraste tunnelprojekt och mötte såväl politiska som tekniska svårigheter.

### Flygtrafik
Akureyri flygplats ligger 3,2 km söder om centrum. Flygplatsens viktigaste linje är till Reykjavik, som flygs av Air Iceland. Sommartid flyger även Iceland Express till och från Köpenhamn.

## Vänorter
Akureyri har följande vänorter:
- Ålesund, Norge
- Gimli, Manitoba, Kanada
- Lahtis, Finland
- Murmansk, Ryssland
- Narsaq, Grönland
- Randers, Danmark
- Vágur, Färöarna
- Västerås, Sverige
- Curitiba, Brasilien [26]